# Índice demográfico
Los índices demográficos se suelen referir a las cohortes, el conjunto de personas nacidas en un período determinado. Una forma muy habitual de representar gráficamente el tamaño de diferentes cohortes en un momento determinado es la pirámide de población. El análisis longitudinal de cohortes y las comparaciones entre cohortes son también muy ilustrativas de la dinámica de [[población]
Los indicadores demográficos son estadísticas que se utilizan para describir y analizar las características de una población en un determinado momento y lugar. Estos indicadores incluyen:
Tasa de natalidadNúmero de nacimientos por cada 1,000 habitantes.
Tasa de mortalidadNúmero de muertes por cada 1,000 habitantes.
Tasa de crecimiento poblacionalTasa a la que aumenta o disminuye la población de un área.
Esperanza de vidaNúmero promedio de años que se espera que viva una persona.
Tasa de migraciónNúmero de personas que entran o salen de una población.
Tasa de fecundidadNúmero promedio de hijos por mujer.
- Datos: Q6174489